# Ferdinand de Croÿ

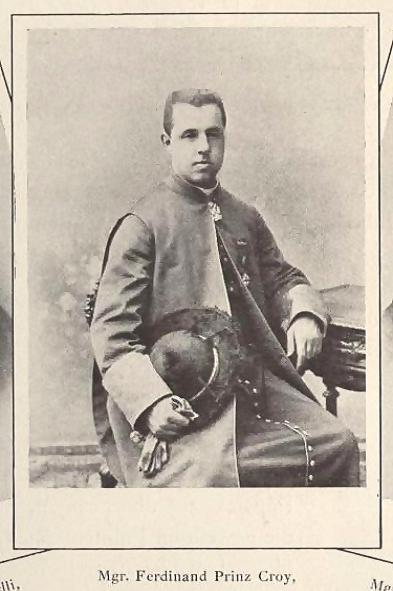
Ferdinand de Croÿ

Ferdinand de Croÿ (* 4. Mai 1867 auf Schloss Le Rœulx, Belgien; † 8. August 1958, in Löwen) war preußischer Offizier, katholischer Priester und päpstlicher Diplomat.

## Abstammung
Ferdinand de Croÿ entstammte dem belgischen Zweig des hochadeligen Geschlechtes de Croÿ und war der Sohn von Juste Marie Fernand Prinz de Croÿ (1824–1908), Begründer des Astes zu Rumillies bei Tournai sowie dessen Gattin Marie Gräfin von Ursel (1833–1885), einer Schwester des Herzogs Joseph d’Ursel. Marie Sophie d’Ursel (1851–1932), eine Schwester seiner Mutter, hatte den sächsischen Grafen Karl Heinrich Wolf Wilhelm Franz von Schönburg-Glauchau (1832–1898) geheiratet und zog Joachim von Schönburg-Glauchau (1873–1943) auf, dessen Sohn aus erster Ehe. Dieser war wiederum der Schwager des österreichischen Thronfolgers, Erzherzog Franz Ferdinand von Österreich-Este.

## Leben
Den Traditionen seiner Familie folgend wurde Ferdinand de Croÿ von seinen Eltern für den militärischen Beruf bestimmt und trat in die Preußische Armee ein. Dort avancierte er zum Leutnant, verließ jedoch den Militärdienst, da er sich zum Priestertum berufen fühlte. Er ging nach Rom, studierte Theologie und erhielt dort am 1. April 1893 die Priesterweihe; seine Primizmesse feierte er in der Basilika Santa Maria Maggiore, woran sich eine Privataudienz bei Papst Leo XIII. anschloss. Dieser ernannte ihn zum Wirklichen Geheimen Kammerherrn, in welcher Position er bis 1899 verblieb. Er zählte zur Päpstlichen Familie und war einer von vier persönlichen Kammerherren des Papstes, von denen ihn einer ständig begleitete, sofern er sich außerhalb seiner Privatgemächer aufhielt, etwa zu Audienzen, Spaziergängen oder ähnlichen Anlässen. In jener Zeit reiste er u. a. 1896 mit der apostolischen Delegation zur Krönung von Zar Nikolaus II. und überbrachte 1897 dem Erzbischof von Rouen, Guillaume-Marie-Romain Sourrieu, den Kardinalshut, wobei er zum Offizier der französischen Ehrenlegion ernannt wurde.
1899 wechselte Prinz Ferdinand de Croÿ als Conseiller an die Apostolische Nuntiatur Wien, wo er unter Erzbischof Emidio Taliani wirkte.
1903 kehrte de Croÿ nach Rom zurück und avancierte zum Apostolischen Protonotar. 1905 ging der Adelige in seine Heimat und wurde Dekan an der Waltrudis-Stiftskirche im belgischen Mons. In diesem Amt verblieb er bis 1946; während der beiden deutschen Besatzungszeiten setzte er sich nachhaltig für die Zivilbevölkerung ein. 1925 überbrachte der Geistliche im Auftrag vom Papst Pius XI. die Goldene Rose an Königin Elisabeth von Belgien, eine Prinzessin aus dem Hause Wittelsbach.

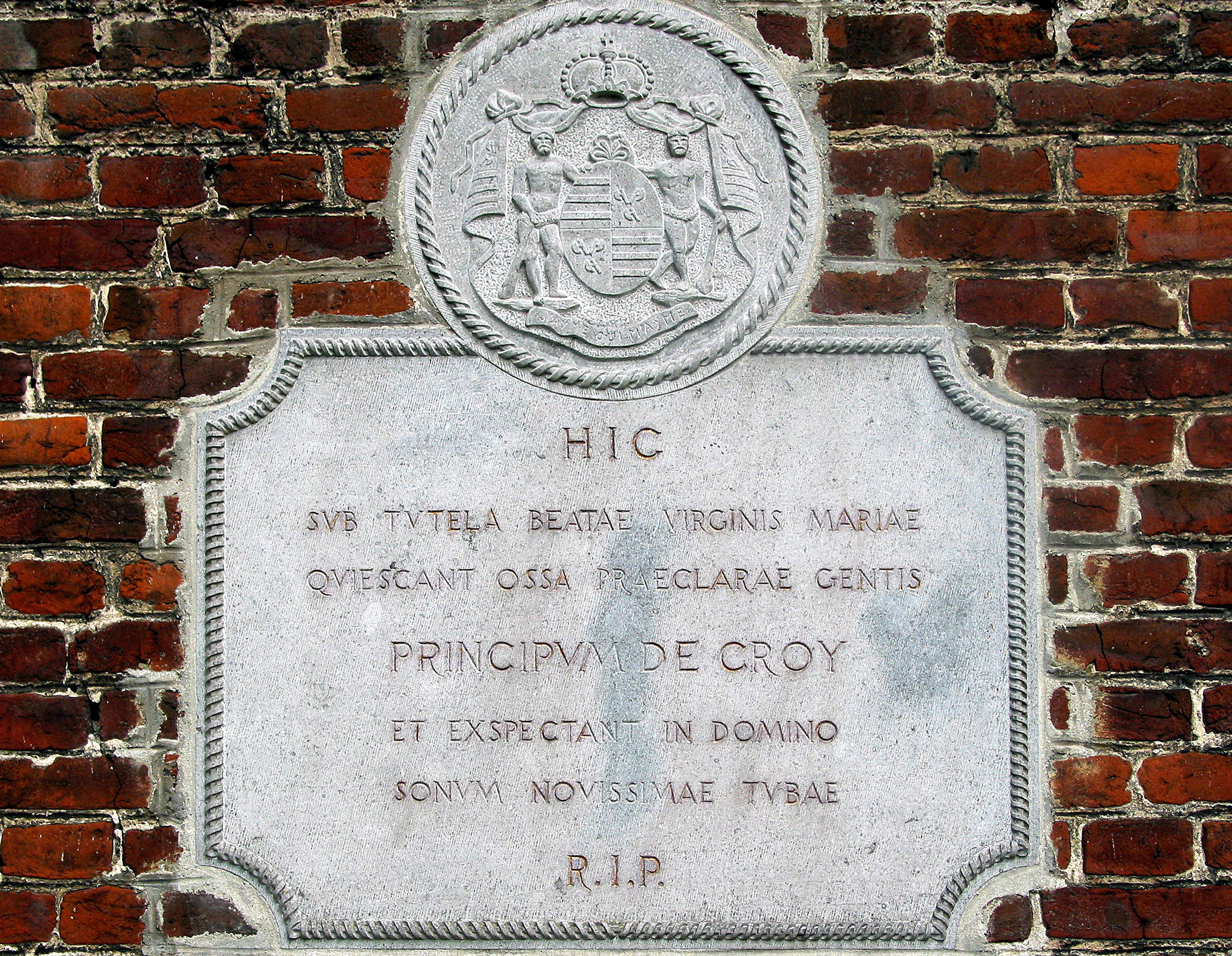
Inschrifttafel am Erbbegräbnis der Familie de Croÿ, in der Wallfahrtskirche Notre-Dame de Bon-Vouloir zu Havré

Prinz Ferdinand de Croÿ lebte ab 1946 in Löwen, wo er 1958 starb. Er wurde beigesetzt im Erbbegräbnis seiner Familie, in der Wallfahrtskirche Notre-Dame de Bon-Vouloir in Havré bei Mons.
Ein Foto von 1899 zeigt den Prälaten als Inhaber des österreichischen Ordens der Eisernen Krone II. Klasse (Halsdekoration).
Sein Cousin Léon Léopold d’Ursel war 1919–1921 belgischer Botschafter beim Heiligen Stuhl.